# Chionoloma cylindrotheca
Chionoloma cylindrotheca là một loài rêu thuộc họ Pottiaceae. Loài này được (Mitt.) M. Alonso, M.J. Cano & J.A. Jiménez mô tả khoa học năm 2019.